# Eduard von Bonin (Rittmeister)
Eduard Gustav Adolf von Bonin (* 6. Juli 1846 auf Gut Schönwerder A, Landkreis Pyritz, Hinterpommern; † 21. April 1934 auf Gut Dresow, Landkreis Greifenberg, Hinterpommern) war Gutsbesitzer und preußischer Politiker.

## Familie
Er entstammte einem hinterpommerschen Uradelsgeschlecht und war Sohn des gleichnamigen Eduard von Bonin (1795–1849), Gutsherr auf Schönwerder (Teil A), und der Friederike von Germar a.d.H. Stolzenfelde (1813–1852). Sein Onkel war Wilhelm von Bonin, Oberpräsident der Provinz Pommern, ein anderer der Minister und General Eduard von Bonin.
Eduard von Bonin heiratete am 22. September 1873 in Berlin Marie von Blumenthal (* 18. Dezember 1851 auf Gut Varzin, Landkreis Stolp, Pommern; † 21. Dezember 1907 in Stettin, Pommern), die Tochter von Adalbert von Blumenthal, Gutsherr auf Varzin (später Bismarcks Besitz), und der Mathilde Blecken von Schmeling.

## Leben
Eduard von Bonin war Mitglied des Preußischen Herrenhauses, Kgl. preußischer Rittmeister, Rechtsritter des Johanniterordens und Herr auf Dresow.